# الملكة الشريرة
الملكة الشريرة، وتسمى أيضا الملكة الملعونة؛ هي شخصية خيالية والخصم الرئيسي لبياض الثلج، وهي حكاية خرافية ألمانية سجلها الأخوان غريم، ومن المعروف أيضًا وجود قصص مماثلة في بلدان أخرى. تظهر إصدارات أخرى من الملكة في أعمال «بياض الثلج» المشتقة، وأصبحت الشخصية أيضًا نموذجًا أصليًا لأعمال خيالية لا علاقة لها.
الملكة الشريرة هي زوجة أب بياض الثلج الشريرة والانتقامية، وهي مهووسة بكونها «الأجمل في الأرض». تثير الأميرة الشابة الجميلة بياض الثلج إحساس الملكة بالحسد، لذلك تصمم الملكة عددًا من الخطط لقتل بياض الثلج من طريق استخدام السحر. القوة الدافعة في القصة هي مرآة الملكة السحرية. في الحل التقليدي للقصة، تعدم الملكة بنحو بشع على جرائمها. والغرض من الحكاية هو أن تكون درسًا للأطفال الصغار لتحذيرهم من مخاطر النرجسية والكبرياء والغطرسة.
ظهرت نسخ أخرى مختلفة من الملكة في تعديلات لاحقة، مع استمرار الحكاية الخرافية، متضمنةً الروايات والأفلام. وغالبًا ما تجري إعادة تصور الملكة، وتصويرها بنحو أكثر تعاطفًا، مثل المعارضات الأخلاقية، أو المعاناة من الجنون، بدلًا من كونها شريرة فقط. في بعض القصص التنقيحية، صُورت بأنها بطلة مضادة، أو بطلة مأساوية. وفي بعض الحالات، تعمل بوصفها بطلة للقصة؛ إحدى النسخ البارزة بصفة خاصة هي تصوير ديزني، والمعروفة أحيانًا باسم الملكة غريمهيلد. كما أصبحت الملكة نموذجًا أصليًا ألهم العديد من الشخصيات البارزة في أعمال ليست مستوحاة مباشرة من القصة الأصلية.

## في بياض الثلج

### في حكاية الأخوان غريم
الملكة الشريرة هي امرأة جميلة جدًا، ولكنها فخورة، ومتغطرسة، وتعمل سرًا في الفنون المظلمة. عندما توفيت زوجة الملك الأولى، الملكة الصالحة، وتزوج والد بياض الثلج مرة أخرى. تكون زوجة الملك الجديدة والثانية جميلة جدًا، ولكنها أيضًا امرأة شريرة ومغرورة. تمتلك مرآة سحرية، التي تخبرها ذات يوم أن ابنة زوجها الشابة الأميرة بياض الثلج قد تفوقت عليها في الجمال.
بعد أن قررت القضاء على بياض الثلج، أمرت الملكة الصياد بأن يأخذ الأميرة إلى الغابة ويقتلها. تقول له الملكة أنْ يعيد رئتي بياض الثلج وكبدها، بوصفها دليلًا على أن الأميرة ماتت. ومع ذلك، يشفق الصياد على بياض الثلج، وبدلًا من ذلك، يحضر للملكة رئتي وكبد الخنزير البري. طلبت الملكة من الطاهية تحضير الرئتين والكبد، وتأكل ما تعتقد أنه أعضاء بياض الثلج.
بعد 10 سنوات، اكتشفت الملكة أن بياض الثلج قد نجت. تنوي قتل (بياض الثلج) بنفسها، وتستخدم السحر لتحضير السم، وتتنكر في زي بائعة متجوّلة عجوز. تزور منزل الأقزام، وتبيع أربطة بياض الثلج لمشد خصر تشده بشدة في محاولة لخنق الفتاة.
عندما يفشل ذلك، تعود الملكة بهيئة بائعة أمشاط، وتخدع بياض الثلج في استخدام مشط مسموم. عندما يفشل المشط في قتل بياض الثلج، تزور الملكة بياض الثلج مرة أخرى متنكرة في زي زوجة مزارع، وتعطي بياض الثلج تفاحة مسمومة.
وفي النهاية، تكشف بياض الثلج والأمير من مملكة أخرى عن حقيقة طبيعة الملكة، وتدعوها إلى حفل زفافهما، حيث تُجبر على ارتداء أحذية حديدية ساخنة و«الرقص» حتى الموت.

### المصائر البديلة
في النهاية الكلاسيكية من «بياض الثلج»، يجري خداع الملكة الشريرة لحضور حفل زفاف بياض الثلج، وتقتل بالتعذيب. وغالبًا ما يعد هذا مظلمًا جدًا، ويمكن أن يكون مرعبًا للأطفال في المجتمع الحديث. كتبت سارة ميتلاند: «نحن لا نروي هذا الجزء من القصة بعد الآن؛ نقول أنه قاسي جدًا، وسيكسر قلوب الأطفال الناعمة». لذلك، فإن العديد من التنقيحات (وخاصة الحديثة) للحكاية الخرافية، غالبًا ما تغير النهاية الكلاسيكية المرعبة لتبدو أقل عنفًا. في بعض الروايات، بدلًا من الموت، مُنعت الملكة من ارتكاب المزيد من الأخطاء. ومع ذلك، في الاستطلاع نفسه، الذي أجرته المملكة المتحدة في عام 2014، عُدت الملكة من «بياض الثلج» أكثر شخصية خيالية مخيفة في جميع العصور (كما ذكر 32.21% من الراشدين الذين أجابوا على الاستبيان)، رأى نحو الثلثين أن قصص اليوم «مرققة جدًا» بالنسبة للأطفال.
كانت أول ترجمة إنجليزية لحكاية غريمز، التي كتبها إدغار تايلور في عام 1823، وقد خنقت الملكة من حسدها عندما رأت بياض الثلج على قيد الحياة. وفي ترجمة إنكليزية أخرى (1871)، ترجمتها سوزانا ماري بول، «يحل محلَ موتِ الملكة بالعقاب البدني الوحشي الموتُ الذي تسببه لنفسها من الألم والتدمير الذاتي»، عندما كان حذاؤها هو الذي أصبح ساخنًا بسبب غضبها.
وفي النهايات البديلة الأخرى، يمكن أن تسقط الملكة ميتة «بسبب الغضب» في حفل الزفاف، أو أمام مرآتها عندما تعلم بذلك، أو تموت بسبب خططها الخاصة المنحرفة (مثل لمسها وردتها المسمومة)، أو بسبب طبيعتها (مثل السقوط في رمال متحركة في أثناء عبورها لمستنقع في طريق عودتها إلى القلعة بعد تسميمها لبياض الثلج)، أو تُقتل على يد الأقزام في أثناء مطاردتها، أو تُدمَّر على يد مرآتها، أو تهرب إلى الغابة دون أن تُرى ثانية، أو تُطرد من المملكة إلى الأبد.